# Trường độ

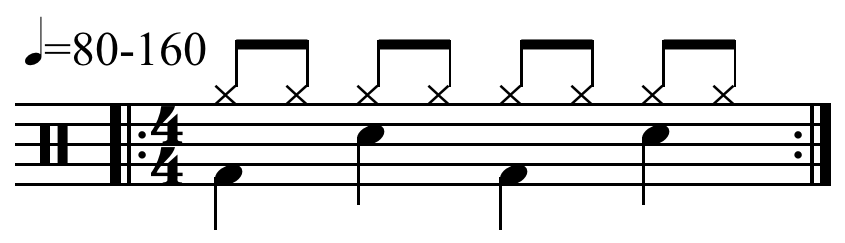
.

Trong âm nhạc, trường độ là một khoảng thời gian cụ thể. Nó chính là độ dài của một nốt nhạc tùy thuộc vào thời gian tồn tại của sóng âm trong không khí. Trường độ là một đặc tính của nốt và cũng là một trong những nền tảng của nhịp điệu.